# Lepidasthenia argus
Lepidasthenia argus är en ringmaskart som beskrevs av Hodgson 1900. Lepidasthenia argus ingår i släktet Lepidasthenia och familjen Polynoidae. Arten har ej påträffats i Sverige. Inga underarter finns listade i Catalogue of Life.